# ديف روبرتسون
ديف روبرتسون (بالإنجليزية: Dave Robertson)‏ هو لاعب كرة قاعدة أمريكي، ولد في 25 سبتمبر 1889 في بورتسموث في الولايات المتحدة، وتوفي في 5 نوفمبر 1970 في فرجينيا بيتش في الولايات المتحدة.

## وصلات خارجية
- ديف روبرتسون على موقعبيزبول رفرنس.كوم (الدوري الرئيسي) (الإنجليزية)
- ديف روبرتسون على موقعبيزبول رفرنس.كوم (الدوري الثانوي) (الإنجليزية)